# Benedicta Sánchez Vila
Benedicta Sánchez Vila (San Fiz de Paradela, Lugo, 11 d'octubre de 1935) és una fotògrafa i actriu gallega.

## Biografia
Es va casar als 17 anys, i va emigrar al Brasil amb el seu marit. Allí va treballar en un bar, com a llibretera a la llibreria Francisco Laissue de Rio de Janeiro i també com a fotògrafa durant 15 anys, professió que va abandonar el 1979. Amb 17 anys es va fer vegetariana en una època en la qual no era freqüent fer-ho.

### Carrera com a actriu
En 2019 va debutar com a actriu amb un paper protagonista en la pel·lícula O que arde, d'Óliver Laxe, un film que va guanyar al Festival de Canes el Premi del Jurat de la secció Un Certain Regard.
En 2020 va guanyar amb 84 anys el Premi Goya a la millor actriu revelació. Va ser l'actriu de major edat a aconseguir el guardó cinematogràfic en aquesta categoria, sent la segona de major edat en les categories d'intèrprets femenines només superada per Julieta Serrano, que va aconseguir el seu primer premi Goya a l'edat de 87 anys en la mateixa edició.

### Col·laboracions
Va ser la pregonera de la 45 edició de la festa del formatge de Arzúa, en la província de La Corunya. També va ser l'encarregada de donar les campanadas de 2020 per a la TVG. En 2020 va ser la protagonista d'una campanya publicitària de la marca de moda Adolfo Domínguez i de la campany Galicia volve creada prr la Xunta de Galicia per impulsar el turisme a la regió després de la crisi de la COVID-19.

## Reconeixements
En 2019, Sánchez va rebre la Medalla Castelao, un reconeixement lliurat per la Junta de Galícia i que en l'edició de 2019 va ser la primera ocasió en què totes les premiades eren dones. Entre elles es trobaven la piragüista María Teresa Portela Rivas, la cardiòloga i professora Marisa Crespo Garrido, la delegada a Galícia de Stop Accidents Jeanne Piccard i la Federación de Redeiras Artesás de Galicia O Peirao. Aquest mateix any, va ser una de les nomidas a la medalla del Cercle d'Escriptors Cinematogràfics a la millor actriu secundària, guardó que finalment va rebre Greta Fernández.
En 2020, va ser nomenada comanadora del cocido de Lalín. Durant la 52a edició de la Fira del bullit de Lalín, una celebració reconeguda com Festa d'Interès Turístic Internacional, a més de Sánchez van ser nomenats comanadors l'alcalde de Madrid, José Luis Martínez-Almeida Navasqüés i Yosi Domínguez, el líder de la banda de rock espanyola Los Suaves, entre d'altres. A més, el centre de dia de O Corgo, la localitat gallega en la qual resideix Benedicta Sánchez, rebrà el seu nom en el seu honor.